# Tune-Yards
Ме́ррилл Га́рбус (англ. Merrill Garbus), более известная под псевдонимом Tune-Yards (стилизованное написание tUnE-yArDs) — американская певица и музыкант. На сегодняшний день она выпустила два студийных альбома, и в настоящее время у неё подписан контракт с британским независимым лейблом 4AD. Она также является вокалисткой группы Sister Suvi, в которой играет на укулеле, скрипке и гитаре; кроме неё, в состав коллектива входят гитарист и вокалист Патрик Грегуар и ударник Нико Данн.
Её дебютный альбом Bird-Brains был впервые выпущен ограниченным тиражом в июне 2009 года на портлендском лейбле Marriage Records. В июле 2009 года Tune-Yards подписала контракт с лейблом 4AD, на котором 17 августа 2009 года было выпущено ограниченное издание Bird-Brains. Мировой релиз последовал 16 ноября 2009 года (и 17 ноября в Северной Америке). Осенью 2009 года издание было ремастировано на студии «Эбби Роуд» Кристианом Райтом и дополнено двумя бонус-треками: «Want Me To» и «Real Live Flesh».
Bird-Brains получил в целом положительные отзывы от нескольких изданий: Allmusic поставил ему 4 балла из 5, The Guardian — 5 из 5, BBC также высоко оценил альбом, а The New York Times описал исполнительницу, как «нечто между Аретой Франклин и Йоко Оно». Диск занял 44-е место в списке 50 лучших альбомов 2009 года по версии Pitchfork Media.
Её второй альбом w h o k i l l был выпущен 19 апреля 2011 года. Сингл из него «Bizness» вышел в феврале 2011 года.

## Дискография

### Студийные альбомы
| Год  | Альбом                                                                | Высшее место в хит-параде | Высшее место в хит-параде | Высшее место в хит-параде | Высшее место в хит-параде | Высшее место в хит-параде |
| Год  | Альбом                                                                | US                        | US Alt.                   | UK                        | IR                        | BE (Vl)                   |
| ---- | --------------------------------------------------------------------- | ------------------------- | ------------------------- | ------------------------- | ------------------------- | ------------------------- |
| 2009 | Bird-Brains - Дата выпуска: 9 июня 2009 - Лейбл: Marriage Records/4AD | —                         | —                         | —                         | —                         | —                         |
| 2011 | Whokill - Дата выпуска: 19 апреля 2011 - Лейбл: 4AD                   | 148                       | 19                        | 135                       | 55                        | 49                        |
| 2014 | Nikki Nack - Дата выпуска: May 6, 2014 - Лейбл: 4AD                   | 27                        | 4                         | 57                        | —                         | —                         |

### Синглы и мини-альбомы
- «Hatari»
  - 2 ноября 2009 года — 4AD, AD2934 (7" vinyl and download)

  1. «Hatari» — 5:43
  2. «Hap-B» — 3:22
  3. «Hatari» (The Small Is Beautiful Remix) — 4:20
- Bird-Droppings
  - 3 ноября 2009 года — 4AD, EAD2938 (U.S.-only download EP)

  1. «Want Me To» — 4:24
  2. «Real Live Flesh» — 3:33
  3. «Hap-B» — 3:22
  4. «Hatari» (The Small Is Beautiful Remix) — 4:20
- «Real Live Flesh»
  - 8 февраля 2010 года — 4AD, AD3X11 (7" vinyl and download)

  1. «Real Live Flesh» — 3:33
  2. «Youth» — 4:45
- «Bizness» (4AD, 15 февраля 2011)
- «Gangsta» (4AD, 12 сентября 2011)